# Entwine
Entwine es un grupo finés de metal gótico.

## Historia
Fundado por Aksu Hantuu (batería), Tom Mikkola (guitarra, también vocalista en esos entonces) y T. Tápiale (bajista) en 1995, no tardaron en aburrirse de las limitaciones del estilo Death metal impuesto en su creatividad. Dos años después se habían convertido en una banda mucho más melancólica, así que se vieron en la necesidad de buscar a un buen vocalista, un teclista y un segundo guitarrista para finalmente dar forma a sus más intensas emociones musicales. 
Poco tiempo después P. Willman se unió a la banda como vocalista y segundo guitarra en el otoño de 1997 cuando Entwine grabó su primera demo “Divine Infinity”. Las críticas fueron tremendamente positivas y empezó a correrse la voz sobre el cambio de estilo de esta banda desde Death a Goth.
Después Riita Heikkonen aterrizó en la banda como teclista en febrero de 1998 con lo cual Entwine ya estaba en disposición de dar conciertos. En 1999 la discográfica Spikefarm ofreció a Entwine un contrato discográfico y en septiembre de ese mismo año, el álbum debut de Entwine titulado “The Treasures within hearts” vio la luz. 
Aunque el álbum debut tuvo buenas críticas y el éxito de la banda crecía y crecía con cada concierto ofrecido, algo no funcionada dentro de la banda. Poco después de “Treasures”, el vocalista Willman y el bajista Tápiale dejaron la banda. Por lo que decidieron introducir un nuevo bajista, Joni Miettinen, y un nuevo cantante, Mika Tauriainen en la banda.
El siguiente álbum debut, “Gone” se publicó en abril del 2002 e inmediatamente comenzó el aluvión de buenas críticas en todo el mundo. “Gone” no sólo se convirtió en el Álbum del Mes en la alemana Hammer, sino que su single “New Dawn” fue uno de los hits en los clubs Alemanes. Además su éxito se vio coronado con un puesto en el Top 10 de Singles en Finlandia.
Un nuevo guitarrista, Jaani Kähkönen se unió a la banda en 2001 como guitarrista de sesión pero pronto encontró su sitio como un miembro más de Entwine, llenando así el hueco dejado por P. Willman. Como era lógico, su cada vez mayor legión de fanes estaban deseosos de nuevos regalos sonoros de Entwine, por lo que a principios del 2002 comenzaron la grabación de su nuevo CD en los Astia Studios en Finlandia, contando con Anssi Kippo como productor de lo que llegaría a ser su tercer álbum, titulado “Time of Despair” que se publicó en la primavera del 2002. A Time of Despair le siguió un tour mundial junto a Theatre of Tragedy y Ram-Zet.
El cuarto álbum de Entwine, “Dieversity”, se grabó también en los famosos Astia Studios en Finlandia. A este álbum le siguió el EP “Sliver” que incluyó el gran corte “Break Me” del cual se grabó un video. Después de la publicación de este EP, Entwine se tomó un respiro de un año, pero mientras se despertaban del letargo, pisaron el acelerador y en unos cuantos fines de semana tenían perfilado el nuevo álbum “Fatal Design”. 
Este disco se grabó en los “Petrax and Groveland” Studios, el estudio del baterista Aksu Hantuu y fue producido por Janne Joutsenniemi (conocido principalmente por haber formado parte de la legendaria banda finlandesa Stone y por ser papel principal en la banda Sub Urban Tribe). Las canciones fueron mezcladas posteriormente bajo el cuidado de Mikko Karmila (que es sumamente apreciado por su trabajo con Nightwish, Children of Bodom y muchos otros) y masterizado en los Cutting Room de Estocolmo.
“Fatal Design” presenta a un Entwine nuevo y más fuerte – una banda que hace un goth que va un paso más allá. La publicación del álbum fue precedida de la salida del sencillo “Surrender”. El 8 de diciembre del 2006, la tecladista Riitta Heikkonen anunció su salida de la banda por razones personales. No hay reemplazo planeado, actualmente...

## Miembros

### Miembros actuales
- Mika Tauriainen (Vocales)
- Tom Mikkola (Guitarra)
- Jaani Kähkönen (Guitarra)
- Joni Miettinen (Bajo)
- Aksu Hanttu (Batería)

### Miembros pasados
- Riitta Heikkonen (Teclados) (1997-2006)
- Teppo Taipale (Bajo)(1995-1999)
- Panu Willman (Vocales/Guitarras) (1997-1999)
- Saara Hellström (Vocales) (1999-2002)

Timeline

## Discografía

### Álbumes
- The Treasures Within Hearts (1999)
- Gone (2001)
- Time of Despair (2002)
- diEversity (2004)
- Fatal Design (2006)
- Painstained (2009)
- Chaotic Nation (2015)

### EP
- Sliver (2005)

### REcopilatorios
- Rough n' Stripped (2010)

### Singles
- New Dawn (2000)
- The Pit (2002)
- Bitter Sweet (2004)
- Surrender (2006)
- Chameleon Halo (2006)
- Strife (2009)
- Save Your Sins (2010)
- Plastic World (2015)

### Demos
- Addicted to Homicidal Enjoyment (1995) (lanzado como "Kaamos")
- Divine Infinity (1997)